# Bensen B-6

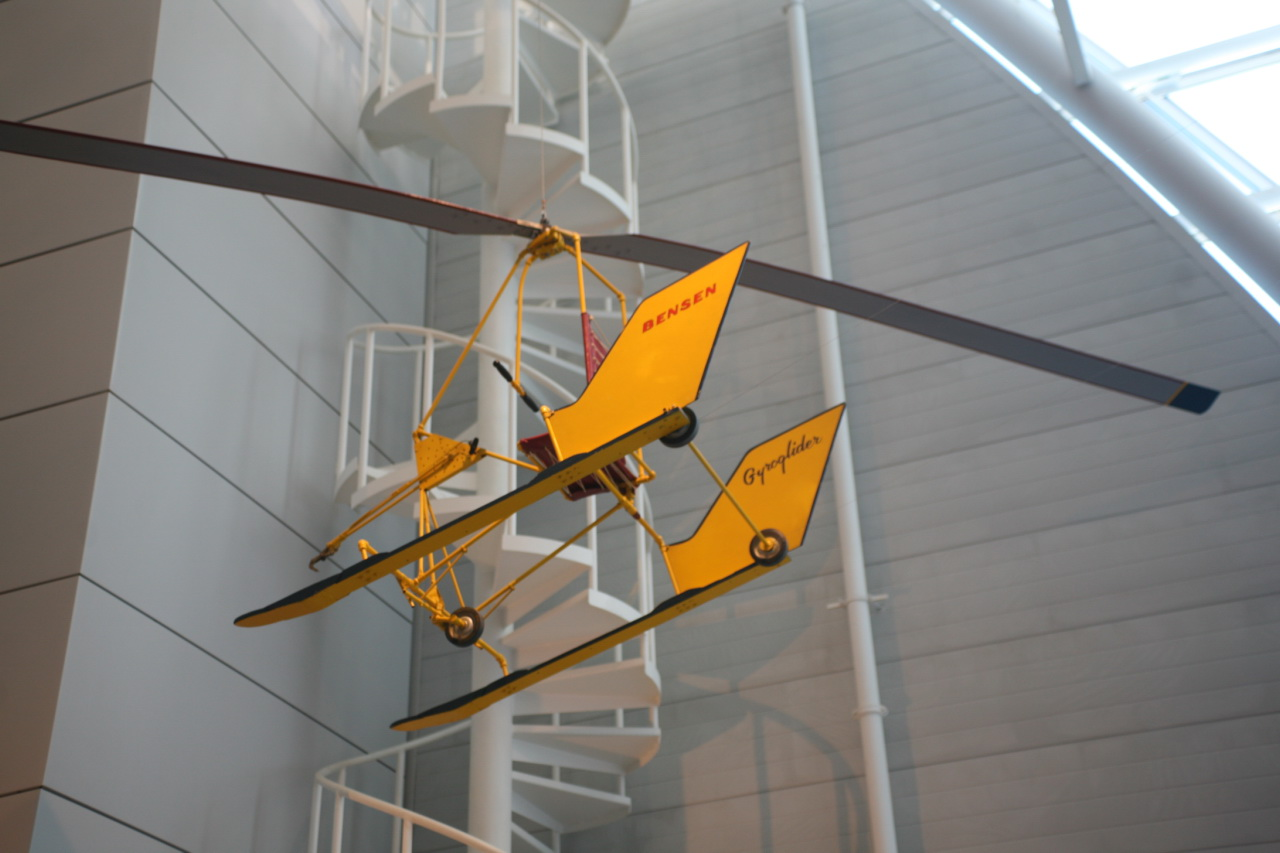

Il Bensen B-6 era un piccolo aquilone a rotore sviluppato da Igor Bensen negli Stati Uniti nei primi anni '50 e commercializzato per la costruzione di case. Era un design minimalista basato sul B-5 di Bensen e composto da poco più di un sedile montato su pattini in legno e con un rotore a due pale montato su una struttura tubolare sopra di esso. Piccole pinne per la stabilità direzionale sono state montate nella parte posteriore dei pattini. Il passo dei rotori era fisso, ma un manubrio permetteva loro di essere inclinati per il controllo direzionale.
Il B-6 doveva essere trainato in alto dietro un'auto o una barca. La macchina divenne in grado di volare a 31 km/h, e con 90 m di fune di traino, poteva raggiungere un'altitudine massima di 46 m. La corda potrebbe essere staccata per consentire alla macchina di autoruotare a terra, impiegando fino a 15 minuti per farlo. La macchina potrebbe anche diventare in grado di volare con un vento sufficientemente forte di circa 37 km/h.

## Indicazioni

### Caratteristiche generali
- Equipaggio: Un pilota
- Lunghezza: 6 ft 8 in (2,03 m)
- Diametro del rotore principale: 20 ft 0 in (6,10 m)
- Altezza: 5 ft 4 in (1,63 m)
- Superficie del rotore principale: 314 ft2 (29,2 m2)
- Peso vuoto: 47 kg
- Peso lordo: 160 kg

### Prestazione
- Velocità massima: 97 km/h